# Palicourea purpurea
Palicourea purpurea är en måreväxtart som beskrevs av Charlotte M. Taylor. Palicourea purpurea ingår i släktet Palicourea och familjen måreväxter. Inga underarter finns listade i Catalogue of Life.